# Dobroslav Líbal

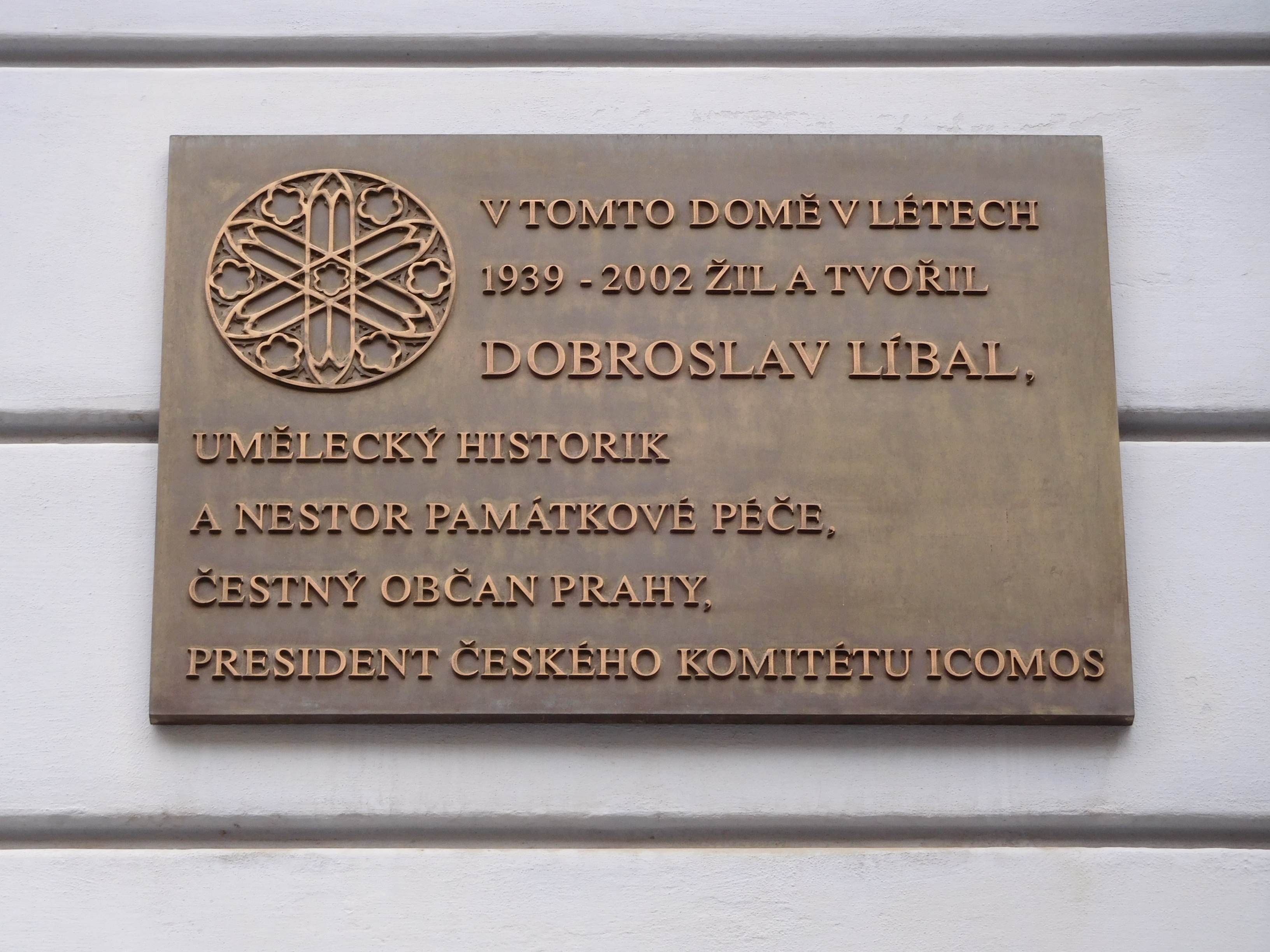
Pamětní deska v Šubertově ulici, Praha-Vinohrady

Dobroslav Líbal (15. října 1911 Praha – 9. února 2002 Praha) byl český historik architektury a urbanismu. Věnoval se především stavebně-historickým průzkumům a obecně dokumentaci památkových objektů v Československu.

## Život
Dobroslav Líbal se narodil v rodině pražského advokáta Dr. Karla Líbala a jeho ženy Růženy, rozené Zátkové, kteří uzavřeli sňatek dne 4. června 1910. Na přání rodičů nejprve vystudoval právnickou fakultu University Karlovy. Promoval v roce 1935. Začal pracovat jako koncipient v kanceláři svého otce. Pokračoval ve studiu dějin umění a klasické archeologie na filosofické fakultě University Karlovy. Zde byl žákem profesorů Antonína Matějčka a Josefa Cibulky. Promován byl v roce 1945. Pracoval na svém díle Gotická architektura v Čechách a na Moravě, což měla být jeho habilitační práce. Po únoru 1948 mu ale bylo další působení na Universitě Karlově znemožněno.
Nastoupil do ateliéru R nově vzniklého podniku Stavoprojekt. Tento ateliér byl v roce 1954 základem Státního ústavu pro rekonstrukci památkových měst a objektů (SÚRPMO). Vedl zde ateliér tvorby stavebně historických průzkumů. Kvůli komunistickým kádrovým prověrkám byl v roce 1958 vedoucího postavení na několik let zbaven. Vypracoval a stále zdokonaloval metodiku tvorby pasportů památkových budov, které vznikaly jako týmová práce odborníků různých oborů (historik, historik umění, architekt, stavební inženýr). Pasport objektu obsahuje historii stavby, stavební a architektonický popis, popis aktuálního technického stavu a doporučení pro další využití objektu. Součástí je i plánová a fotografická dokumentace. Prvními takto zdokumentovanými objekty byl areál Ungeltu na Starém Městě pražském v roce 1951. Takto byly zdokumentovány všechny budovy Pražské památkové rezervace. Tyto průzkumy vznikaly pod Líbalovým vedením celých 40 let a představují mimořádné a mezinárodně oceňované dílo. Ateliérem prošli pozdější přední památkáři, například: Mojmír Horyna, Josef Hyzler, Hubert Ječný, František Kašička, Luboš Lancinger, Petr Macek, Jan Muk, Jiřina Muková, Olga Novosadová, Jaroslav Vajdiš, Milada Vilímková, Pavel Zahradník. V podniku SÚRPMO spolupracoval také s fotografem Vladimírem Uhrem.
V roce 1965 byl zakládajícím členem Mezinárodní rady pro památky a sídla (ICOMOS). V roce 1990 byl zvolen prezidentem československého a posléze českého národního komitétu ICOMOS.
Přestože mu pedagogická činnost na vysoké škole byla znemožněna, přednášel pravidelně při nejrůznějších příležitostech: Mezinárodní studijní centrum pro konzervaci a restaurování kulturních statků ("Římské centrum" – ICCROM), Řím, Itálie, postgraduální studia na FF UK a FA ČVUT, cykly přednášek pro Klub Za starou Prahu, apod.
Byl dlouholetým členem Klubu Za starou Prahu, od roku 1999 byl jeho místopředsedou.
Po roce 1989 mohl přes svůj věk začít přednášet na fakultě architektury ČVUT a na filosofické fakultě UK. Habilitoval se docentem a dále získal titul DrSc. Podílel se na přípravě nového památkového zákona, byl předsedou Stálé komise ministerstva kultury pro hodnocení kulturních památek.
V roce 1996 obdržel doc. Líbal hned čtyři čestná občanství: Nejprve ho svým čestným občanem 17. května jmenovala Kutná Hora, a to u příležitosti svého zápisu na Seznam UNESCO. Následovalo čestné občanství Stříbra (12. července), hlavního města Prahy (12. září) a nakonec Senohrab (28. října), odkud pocházela manželka Jarmila. V roce 1997 udělil doc. Líbalovi prezident Václav Havel medaili Za zásluhy II. stupně.

### Rodina
V roce 1939 se oženil s architektkou Jarmilou Kasalickou (1916–2005) se kterou měli tři děti. Manželka mu byla rovněž celoživotní spolupracovnicí.

## Spisy (výběr)
První otištěný článek byl společný příspěvek s J. Pavelkou, věnovaný Anežskému klášteru v roce 1940. Jako svou první knihu vydal Zlatokorunský klášter v roce 1941. Soupis díla z let 1940–1996 je uveden ve sborníku Společnosti přátel starožitností  a zahrnuje více než 500 statí a článků.
- Zlatokorunský klášter, Praha : Vyšehrad, 1941
- Kouřim, Praha : Vyšehrad, 1943
- Klášter Hradiště, Praha : Výtvarný odbor Umělecké besedy, 1944
- Pražské gotické kostely, Praha : Antonín Kovanda, 1946 (academia.edu)
- Kostel Panny Marie na Trávníčku v Praze, Praha : Výtvarný odbor Umělecké besedy, 1948, Poklady národního umění ; Sv. 103, fotografie: Bedřich Renner
- Klášter Zlatá Koruna, Praha : Václav Poláček, 1948, edice: Umělecké památky. řada I ; svazek 21
- Karolinum, chlouba university Karlovy : 1348–1948, autoři: Václav Vojtíšek a Dobroslav Líbal, Praha : Orbis, 1948, vyšlo též v ruštině, francouzštině a angličtině
- Karlštejn, Praha : Výtvarný odbor Umělecké besedy, 1948, edice Poklady národního umění ; svazek 102, fotografie: František Illek a Alexandr Paul
- Gotická architektura v Čechách a na Moravě, Praha : Výtvarný odbor Umělecké besedy, 1948, Cesta k umění. Díl 3, V duchovním středu ; svazek 1 (academia.edu)
- Strahov, autoři: Alois Kubiček a Dobroslav Líbal, Praha : SNKLHU, 1955, edice Pragensie a památky ; svazek 4
- Zvíkov : Státní hrad a okolí, autoři: Dobroslav Líbal, Emanuel Svoboda, Jaromír Malý, Praha : STN, 1955
- Umění věků : sborník k 70. narozeninám profesora Dra Josefa Cibulky, uspořádali Dobroslav Líbal a Milada Vilímková, Praha : ÚCN, 1957
- Žatec : české město ve vývoji architektury a urbanistiky, spolupracovníci: František Kopecký, Jindřich Tomas a Antonie Charvátová, Praha : Státní ústav pro rekonstrukci památkových měst a objektů, 1958
- Znojmo : městská památková rezervace a památky v okolí, spoluautor: Lubomír Havlík, Praha : STN, 1961
- Polička : historický a architektonický vývoj královského věnného města a okolí, spoluautor: Lubomír Reml, Praha : SÚRPMO, 1962
- Domy a opevnění v Českých Budějovicích, spoluautor: Jan Muk, sborník: Minulost a současnost Českých Budějovic, uspořádali: Karel Pletzer a Stanislav Šmíd, České Budějovice : MNV, 1969
- Starobylá města v Československu : stavba jako obraz dějin, Praha : Artia, 1970
- Praha 7-sídelní a architektonický vývoj, spoluautor: Marie Heroutová, Praha : Orbis, 1975
- Gotická architektura středních Čech, Spoluautor: Veronika Líbalová, Praha : Středisko státní památkové péče a ochrany přírody Středočeského kraje, 1983
- Pražský hrad: jiný pohled = Prague Castle: Another View = Die Prager Burg: aus anderer Sicht, Praha : Sdružení Umění a řemesla, 1992
- Burgen und Festungen in Europa, Hanau : Werner Dausien, 1993, ISBN 3-7684-1242-3, vyšlo též anglicky (Castles and fortifications of Britain and Europe, 1992, ISBN 0-600-57310-9) a nizozemsky (Kastelen van Europa, 1995, ISBN 90-269-6137-5)
- Daniela Houšková ed.: Řád cisterciáků v českých zemích ve středověku: sborník vydaný k 850. výročí založení kláštera v Plasech. Unicornis, Praha 1994. ISBN 80-901587-1-4 https://www.academia.edu/22663464/
- Staré Město pražské : architektonický a urbanistický vývoj, spoluautor: Jan Muk, Praha : Nakladatelství Lidové noviny, 1996, ISBN 80-7106-167-0
- Katedrála svatého Víta na Pražském hradě, spoluautor: Pavel Zahradník, Praha : Unicornis, 1999, ISBN 80-901587-6-5
- Pevnost Praha : vliv opevnění na rozvoj města : katalog výstavy, Praha : Útvar rozvoje hlavního města Prahy, 2000, ISBN 80-239-9016-0
- Architektonické proměny Prahy v jedenácti stoletích, spoluautor: Patrik Líbal, Praha : Svoboda Servis, 2000, ISBN 80-86320-11-1
- Katalog gotické architektury v České republice do husitských válek, Praha : Unicornis, 2001, ISBN 80-901587-8-1

Podílel se na rozsáhlých dílech:
- Československá historická města (1974),
- Čtvero knih o Praze (1978–1988),
- Dějiny českého výtvarného umění (od 1984),
- Umělecké památky Čech (1977–1982).

## Ocenění díla
- 1994 – Zlatá Felberova medaile ČVUT
- 1994 – Zlatá medaile University Karlovy v Praze
- 1995 – Zlatá medaile Evropské ceny za památkovou péči (Europa Goldmedaille für Denkmalpflege 1995), Nadace Alfreda Toepfera (Alfred Toepfer Stiftung F.V.S.), Hamburk
- 1996 – Medaile Františka Palackého AV ČR
- 1997 – Medaile Za zásluhy, II. stupeň
- 1999 – Cena Maxe Dvořáka za památkovou péči Ministerstva kultury ČR
- 2003 – Čestná medaile Europa Nostra za rok 2002